# Conus deynzerorum
Conus deynzerorum é uma espécie de gastrópode do gênero Conus, pertencente à família Conidae.